# 辛寬
辛宽（?—?），《说苑》作辛栎，战国时期鲁国人物。
辛宽对鲁穆公说，周公旦不如太公望会选择封地。太公望选择封到营丘滨海之地，那里海阻山高，险要坚固，所以疆土日益广大，子孙昌盛。先君周公选择封到曲阜，爵位与齐国相同，曲阜没有山林溪谷之险，人民不如营丘多，诸侯从四面可侵，所以疆土日益缩小，子孙越来越衰微。辛宽出去以后，鲁穆公把他的话告知入见得南宫括（南宫边子）。南宫括回答说：辛宽无知，周成王卜居成周，占卜说：予一人兼有天下，领有百姓，如果我有罪，四方可侵。周公卜居曲阜，说：在泰山之南建立都邑，子孙贤则昌盛，不贤则速亡。贤德的人难道想让自己的子孙凭借山林之险来长久地干无道之事吗？辛宽是个小人啊。